# مارتن دانيلز
مارتن دانيّلز (بالإنجليزية: Martin Daniels)‏ هو ساحر استعراضي بريطاني، ولد في 19 أغسطس 1963.

## وصلات خارجية
- الموقع الرسمي